# Milford Track

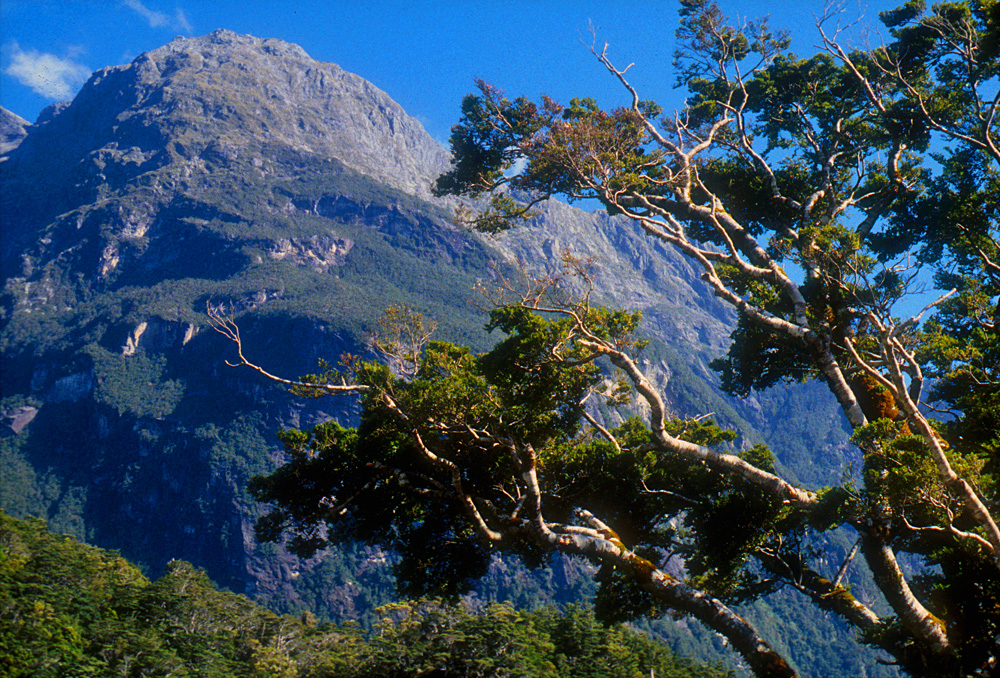
Sheerdown Peak nacházející se ke konci trasy

Milford Track je turistická trasa na Novém Zélandu, která vede uprostřed hor a mírného deštného pralesu v národním parku Fiordland na Jižním ostrově. Jedná se o jeden z tzv. Great Walks na Novém Zélandu. Trasa je dlouhá 53,5 km a začíná u jezera Te Anau a končí u fjordu Milford Sound na místě zvaném Sandfly Point. Doprava na začátek a z konce trasy je možná loděmi. Trasa vede deštným pralesem, mokřady a horským průsmykem. Podél trasy leží také vodopád Sutherland Falls. Maorové v minulosti používali trasu pro sbírání ceněného minerálu Pounamu. 

## Pravidla pro cestování trasou
Během letní sezóny, od konce října do konce dubna, je přístup na trasu regulován. Turisté musí projít trasu za čtyři dny, a to pouze v severním směru. Kempování je zakázáno. Turisté mohou jít nezávisle nebo s placeným průvodcem. Maximálně 90 chodců může začít tuto trasu každý den v letní sezóně; 40 nezávislých turistů a 50 s průvodcem. Turisté bez průvodce musí strávit každou noc v chatách vlastněných a spravovaných Department of Conservation, platí se počet nocí předem. Chaty jsou vybaveny suchými toaletami, kuchyňským zařízením, postelemi s matracemi a rezervoárem dešťové vody. Cestovatelé si musí nést vlastní vybavení a jídlo. Turisté s průvodcem přespávají v luxusnějších chatách s restauracemi, které jsou umístěny jinde než chaty pro nezávislé turisty. Cestovatelé by se měli zapsat do knihy, která je vystavena na začátku trasy. Je jim také doporučeno říci někomu o svých plánech a sdělit datum, kdy mají být zpátky, aby daná osoba mohla případně vyhlásit pátrání po nich.
Mimo sezónu není počet turistů omezen, je možno jít oběma směry libovolně dlouho, avšak trasa je nebezpečnější, např. kvůli možným lavinám. Pro cestu mimo sezónu je nutné mít důvěru, že daná skupina má nutné navigační a vysokohorské dovednosti, je v dobré kondici a má kompletní zimní výbavu. Department of Conservation doporučuje mít na cestu jídlo na dva dny navíc, teplé a nepromokavé oblečení, teplý spací pytel, izotermickou fólii, přenosný vařič, zapalovač nebo zápalky, cepín, mačky, toaletní papír, baterku na svícení, sluneční brýle, opalovací krém, lékárničku, topografickou mapu, osobní lokátor (tzv. personal locator beacon, zmáčknutím tlačítka se přivolá záchranný vrtulník), a zařízení pro záchranu v lavině, jako je např. lokátor pro vyhledávání osoby v lavině (avalanche beacon) a lopatku.